# Ennylabegan
Ennylabegan är en ö i Marshallöarna.   Den ligger i kommunen Kwajalein, i den västra delen av Marshallöarna, 500 km väster om huvudstaden Majuro. Arean är 0,63 kvadratkilometer.
Ennylabegan långtidshyrs av USA fram till år 2066. Området är en del av RTS Ronald Reagan Ballistic Missile Defense Test Site.
Terrängen på Ennylabegan är mycket platt. Öns högsta punkt är 16 meter över havet. Den sträcker sig 1,6 kilometer i nord-sydlig riktning, och 2,2 kilometer i öst-västlig riktning.